# Godzilla: The Series
Godzilla: The Series è una serie televisiva a cartoni animati prodotta da Adelaide Productions, Centropolis Television, e Columbia TriStar Television. È basata sui personaggi del film Godzilla del 1998, e ne funge da sequel. È stata trasmessa negli Stati Uniti su Fox Kids dal settembre 1998. In Italia è inedita.

## Trama
Godzilla: The Series è il sequel diretto del film. Nella serie, l'unico sopravvissuto dei cuccioli di Godzilla verrà trovato dal dottor Nick Tatopoulos con il quale avrà l'imprinting, arrivando così a considerarlo suo padre. Il cucciolo crescerà in fretta (diventando alla fine grande e forte anche più del padre biologico) e si ritroverà a vivere a New York, dove l'esercito americano inizialmente gli dà la caccia. Il dottor Tatopoulos, che nel film era stato la causa della morte del primo Godzilla, lo aiuta a sfuggire all'esercito. Insieme, Godzilla, Nick e la sua squadra di amici si ritrovano a lottare contro varie minacce globali, soprattutto mostri giganti. Ad un certo punto, Godzilla Junior incontrerà Komodithrax, una femmina di Drago di Komodo mutante gigante della quale si innamorerà, ma che apparentemente morirà insieme al suo uovo alla fine dello stesso episodio in cui è comparsa.

## Episodi

### Prima stagione
1. New Family: Part 1
2. New Family: Part 2
3. D.O.A.
4. Talkin' Trash
5. The Winter of Our Discontent
6. Cat and Mouse
7. What Dreams May Come
8. Leviathan
9. Hive
10. Bird of Paradise
11. DeadLoch
12. Monster Wars: Part 1
13. Monster Wars: Part 2
14. Monster Wars: Part 3
15. Competition
16. Freeze
17. Bug Out
18. Web Site
19. An Early Frost
20. Trust No One
21. Juggernaut

### Seconda stagione
1. Future Shock
2. Crash of the Titans
3. S.C.A.L.E.
4. Protector
5. Freak Show
6. End of the Line
7. What a Long, Strange Trip It's Been
8. Wedding Bells Blew
9. Metamorphosis
10. Area 51
11. The Twister
12. Shafted
13. Where Is Thy Sting?
14. Lizard Season
15. Vision
16. Underground Movement
17. Ring of Fire
18. The Ballad of Gens Du Marais (mai trasmesso)
19. Tourist Trap (mai trasmesso)

Gli ultimi due episodi non sono mai andati in onda, ma furono mostrati esclusivamente all'Asian Fantasy Film Expo del New Jersey nel 2001.